# Yacum
Yacum, ratoborna skupina Diegueño Indijanaca, saveznici Cocopa, naseljeni nekada poglavito na sjeveru poluotoka Baja California u Meksiku. Opisuju se kao narod koji je živio od uzgoja klasičnih indijanskih kultura na navodnjavanjim poljima: kukuruz, grah, bundeva. Razni autori nazivaju ih i Jacum, Ha-coom i Guaicamaopa. Populacija im je 1853. iznosila manje od 200.